# Феодора Юрьевна

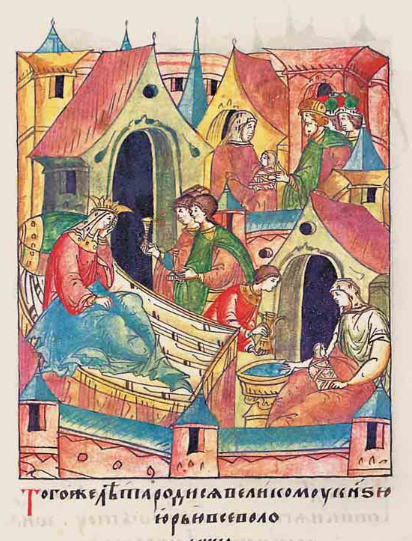
Рождение Феодоры

Феодора Юрьевна (21 сентября 1229 — 7 февраля 1238) — дочь князя Юрия Всеволодовича и Агафии Всеволодовны. Погибла при взятии Владимира монголо-татарами 7 февраля 1238 года, по разным версиям — при пожаре Успенского собора или замучена после его взятия в ставке Батыя (Владимирские мученики).
Похоронена вместе с матерью и невестками в Успенском соборе Владимира.
Существует также версия, что Феодора - также имя одной из снох Агафьи Всеволодовны, погибшей тогда же.
Версия, что именно Феодора послужила прототипом для образа княжны-пленницы на картине Глазунова «Вечная Россия» (1988) основывается на том, что Феодора - единственно известная древнерусская княжна, погибшая в годы монголо-татарского нашествия. Однако это противоречит 8-летнему образу погибшей.